# Dion van Schie
Dion van Schie (28 de abril de 1984) es un deportista neerlandés que compitió en remo. Ganó una medalla de bronce en el Campeonato Mundial de Remo de 2009, en la prueba de ocho con timonel ligero.

## Palmarés internacional
| Campeonato Mundial | Campeonato Mundial | Campeonato Mundial | Campeonato Mundial      |
| Año                | Lugar              | Medalla            | Prueba                  |
| ------------------ | ------------------ | ------------------ | ----------------------- |
| 2009               | Poznań (Polonia)   | Medalla de bronce  | Ocho con timonel ligero |